# 张充
张充（449年—514年）。字延符，吴郡（郡治今江苏苏州市）人，南朝梁武帝时尚书左仆射。張茂度曾孙，张演之孙，张绪之子。
张充少年时不守操行，喜欢逸游不学习。后来被父亲教导，修身改节，三十岁折节致力于学问，精通《老子》、《周易》，渐渐有了美好的称誉。开始在南朝齐担任抚军行参军，转任武陵王友。当时尚书令王俭当朝主事，齐武帝想让以张绪为尚书仆射，询问王俭。王俭回答以张绪有清望，但是张绪的儿子多薄行。齐武帝于是中止任命。张充深为不满，给王俭写信，有轻慢谴责之词。因此得罪尚书令王俭，被免官禁锢。后为司徒谘议参军、竟陵王萧子良宾客。出任义兴郡太守，为政清静，召回朝廷，担任设置。南朝梁建立后，授太常卿、吏部尚书，选任官员时称平允公正。因为他博学，梁武帝任命他为国子祭酒，他亲自登堂说经。皇太子萧统以下，都来听讲。天监十年（511年），被拜为尚书左仆射，之后出为吴郡太守。在吴郡张充体恤贫民老人，故旧欣悦。天监十三年（514年）张充在吴地去世，谥号穆。

## 延伸阅读
[在维基数据编辑]
 《梁書·卷21》，出自姚思廉《梁書》